# Lachneophysis rougeoti
Lachneophysis rougeoti är en skalbaggsart som beskrevs av Reé Michel Quentin och Jean François Villiers 1978. Lachneophysis rougeoti ingår i släktet Lachneophysis och familjen långhorningar. Inga underarter finns listade i Catalogue of Life.